# رون ۱۱۸۷۵
سیارک ۱۱۸۷۵ (به انگلیسی: 11875 Rhone، نامگذاری:1989YG5) یازده هزار و هشتصد و هفتاد و پنجمین سیارک کشف شده‌است که در ۲۸ دسامبر ۱۹۸۹ کشف شد.
قدر مطلق سیارک برابر ۵۳٫۶ است.